# Kenza Wahbi
Kenza Wahbi (sinh ngày 4 tháng 2 năm 1971) là một vận động viên chạy đường dài Ma-rốc đã nghỉ hưu, chuyên về marathon.
Cô được sinh ra ở El Kelaa des Sraghna. Cô thi đấu tại giải vô địch thế giới 2003, các Bán Marathon thế giới 2003, các Hội Chữ thập vô địch Nước Thế giới 2004, những năm 2004 Thế vận hội Olympic, các giải vô địch Bán Marathon 2004, và các giải vô địch thế giới năm 2005. Vị trí tốt nhất của cô là thứ 30 tại Thế vận hội 2004.
Thời gian tốt nhất cá nhân của cô ấy là 1:14:05 giờ trong nửa cuộc đua marathon và 2:36:29 phút trong cuộc đua marathon, cả hai năm 2003.

## Thành tích
| Năm                | Giải đấu            | Địa điểm           | Thứ hạng           | Nội dung           | Chú thích          |
| Representing Maroc | Representing Maroc  | Representing Maroc | Representing Maroc | Representing Maroc | Representing Maroc |
| ------------------ | ------------------- | ------------------ | ------------------ | ------------------ | ------------------ |
| 2003               | World Championships | Paris, France      | 35th               | Marathon           | 2:36:29            |
| 2004               | Olympic Games       | Athens, Greece     | 30th               | Marathon           | 2:41:36            |
| 2005               | World Championships | Helsinki, Finland  | —                  | Marathon           | DNF                |